# جوليان روبلز
جوليان غارسيا روبلز (بالإسبانية: Julián Robles García)‏ (من مواليد 28 مارس 1981 في بالما دي مايوركا، مايوركا، جزر البليار) هو لاعب كرة قدم محترف إسباني، يلعب في مركز خط الوسط.

## وصلات خارجية
- جوليان روبلز على موقع قاعدة بيانات كرة القدم.إي يو (الإنجليزية)
- جوليان روبلز على موقع Soccerway.com (الإنجليزية)

- BDFutbol profile
- Futbolme profile (بالإسبانية)